# Plaza de Toros Belmonte
La plaza de toros Belmonte es un escenario privado de la ciudad de Quito dedicado a la tauromaquia. Se encuentra ubicado en el barrio San Blas en el centro histórico de la ciudad. Fue inaugurada en 1917 y tiene una capacidad de 3000 personas. Es propiedad municipal pero está concesionada a la empresa Triana Ltda. En ella, además, se celebran conciertos y otros eventos culturales.